# Akvakultura
Akvakultura je uzgoj vodenih organizama, uključujući ribu, mekušce, rakove te morske alge. Uzgoj podrazumijeva neki oblik intervencije (npr. umjetni mrijest, dohrana, zaštita od predatora) pri procesu uzgoja da bi se poboljšala proizvodnja, kao i vlasništvo fizičke ili pravne osobe nad uzgojnim nasadom.